# 梅鷟
梅鷟（「鷟」；約1483年—1553年），字致齋，旌德七都（今屬安徽旌橋鄉梅家村）人。明代學者。

## 生平
幼時與伯兄梅鶚同學，正德八年（1513年）應天府鄉試舉人，官南京國子監助教、鹽課司提舉。梅鷟曾撰《尚书谱》与《尚书考异》二書，認為西汉所出《古文尚书》十六篇，及东晋梅賾所献之《古文尚书》二十五篇皆为伪作。陳第曾作《尚書疏衍》駁斥梅鷟之說，陈第认定晋人所献者为真《古文尚书》，故力驳之。阎若璩認為梅鷟對《尚书》证伪方式過於武断。梅氏最早指出《古文尚书·大禹谟》中的“人心惟危，道心惟微，惟精惟一，允执厥中”前三句實抄自《荀子》，“允执厥中”一句见於《论语·尧曰第二十》，閻若璩著《尚书古文疏证》時沿用這個說法，實有抄襲之嫌。另著有《尚書集瑩》、《春秋指要》、《周易集瑩》、《古易考原》、《儀禮翼經》、《大元圜注》、《童子問》等。